# NGC 6078
NGC 6078 (другие обозначения — MCG 2-41-17, ZWG 79.76, NPM1G +14.0442, PGC 57460) — эллиптическая галактика (E) в созвездии Геркулес.
Этот объект входит в число перечисленных в оригинальной редакции «Нового общего каталога».
В галактике вспыхнула сверхновая SN 2011dv типа Ia, её пиковая видимая звездная величина составила 16,2.